# Nadleśnictwo Brzozów
Nadleśnictwo Brzozów – jednostka organizacyjna Lasów Państwowych podległa Regionalnej Dyrekcji Lasów Państwowych w Krośnie. Siedziba Nadleśnictwa znajduje się w Brzozowie w powiecie brzozowskim, w województwie podkarpackim.
Nadleśnictwo obejmuje część powiatów brzozowskiego i sanockiego.

## Historia
Nadleśnictwo Brzozów utworzono 1 września 1944. W 1945 powstało Nadleśnictwo Sanok. Oba te nadleśnictwa objęły lasy będące dotychczas własnością prywatną, które zostały znacjonalizowane przez komunistów. Ponadto Nadleśnictwo Sanok zajęło również grunty prywatne po wysiedlonych wsiach. 1 stycznia 1973 połączono oba nadleśnictwa.

## Ochrona przyrody
Na terenie nadleśnictwa znajduje się jeden rezerwat przyrody Polanki oraz część Parku Krajobrazowego Gór Słonnych.

## Drzewostany
Gatunki lasotwórcze lasów nadleśnictwa (z ich udziałem procentowym):
- buk 48,9% obręb Brzozów; 50,6% obręb Sanok
- jodła ok. 25%
- sosna 16%